# Stazione di Fabriano Cà Maiano
Stazione di Fabriano Cà Maiano 2015-ben bezárt vasútállomás Olaszországban, Marche régióban, Fabriano település Cà Maiano frazionéjában.

## Vasútvonalak
Az állomást az alábbi vasútvonalak érintették:
- Urbino-Fabriano-vasútvonal

## Kapcsolódó állomások
A vasútállomáshoz az alábbi állomások vannak a legközelebb: 
- Stazione di Fabriano
- Stazione di Melano-Marischio